# Le drapeau belge
Pour les articles homonymes, voir Drapeau belge.

Le drapeau de la Belgique

Le drapeau belge op. 79 est une récitation avec accompagnement orchestral composée par Edward Elgar en 1917. Les paroles sont du poète belge Émile Cammaerts. Le poème traite de la signification en temps de guerre des couleurs du drapeau belge.
L'œuvre est créée lors du concert d'anniversaire du roi Albert Ier au Queen's Hall, à Londres, le 14 avril 1917, avec à la récitation le dramaturge belge Carlo Liten et l'orchestre est dirigé par Hamilton Harty.
Le 15 août 1918, Le drapeau belge et Carillon sont joués avec succès lors d'un concert populaire à Prospect Park, Brooklyn, avec le récitant Carlo Liten.

## Texte
Le texte original est en français, une traduction en anglais a été faite par Lord Curzon of Kedleston.
« THE BELGIAN FLAG
1.
Red for the blood of soldiers,
- Black, yellow and red -
Black for the tears of mothers,
- Black, yellow and red -
And yellow for the light and flame
Of the fields where the blood is shed!
To the glorious flag, my children,
Hark! the call your country gives,
To the flag in serried order!
He who dies for Belgium lives!
2.
Red for the purple of heroes,
- Black, yellow and red -
Black for the veils of widows,
- Black, yellow and red -
Yellow for the shining crown
Of the victors who have bled!
To the flag, the flag, my children,
Hearken to your country's cry!
Never has it shone so splendid,
Never has if flown so high!
3.
Red for the flames in fury,
- Black, yellow and red -
Black for the mourning ashes,
- Black, yellow and red -
And yellow of gold, as we proudly hail
The spirits of the dead!
To the flag, my sons!
Your country with her blessing "Forward" cries!
Has it shrunken? No, when smallest,
Larger, statelier it flies!
Is it tattered? No, 'tis stoutest
When destruction it defies! »
« LE DRAPEAU BELGE
1.
Rouge pour le sang des soldats,
- Noir, jaune et rouge -
Noir pour les larmes des mères,
- Noir, jaune et rouge -
Et jaune pour la lumière
Et l'ardeur des prochains combats.
Au drapeau, mes enfants,
La patrie vous appelle,
Au drapeau, serrons les rangs,
Ceux qui meurent, vivent pour elle!
2.
Rouge pour la pourpre héroïque,
- Noir, jaune et rouge -
Noir pour le voile des veuves,
- Noir, jaune et rouge -
Jaune pour l'orgueil épique,
Et le triomphe après l'épreuve.
Au drapeau, au drapeau,
La patrie vous appelle,
Il n'a jamais flotté si haut,
Elle n'a jamais été si belle!
3.
Rouge pour la rage des flammes,
- Noir, jaune et rouge -
Noir pour la cendre des deuils,
- Noir, jaune et rouge -
Et jaune pour le salut de l'âme
Et l'or fauve de notre orgueil.
Au drapeau, mes enfants,
La patrie vous bénit.
Il n'a jamais été si grande
Que depuis qu'il est petit,
Que depuis qu'il brave la mort. »

## Enregistrements
- Elgar : War Music Richard Pascoe (narrateur), Barry Collett (direction), Rutland Sinfonia